# Ртутьиттрий
Ртутьиттрий — бинарное неорганическое соединение
иттрия и ртути
с формулой YHg,
кристаллы.

## Получение
- Реакция паров ртути и иттрия:

{\displaystyle {\mathsf {Y+Hg\ {\xrightarrow {625^{o}C}}\ YHg}}}

## Физические свойства
Ртутьиттрий образует кристаллы
кубической сингонии,
пространственная группа P m3,
параметры ячейки: a = 0,4761 нм, c = 0,3529 нм, Z = 1,
структура типа хлорида цезия CsCl
.
Соединение образуется по перитектической реакции при температуре 625 °C.